# Kunzea bracteolata
Espèce
Kunzea bracteolata est une espèce de plantes à fleurs de la famille des Myrtaceae que l'on trouve au nord de Glen Innes, dans le Nord de la Nouvelle-Galles du Sud et dans le Sud du Queensland. C'est un petit arbuste aux branches étalées, aux petites feuilles elliptiques et qui produit des fleurs blanches fortement parfumées sur les extrémités des branches à la fin du printemps.